# Jani Lane
Jani Lane, cuyo nombre real era John Kennedy Oswald —el que después se cambió por John Patrick Oswald— (Akron, Ohio; 1 de febrero de 1964-Los Ángeles, 11 de agosto de 2011) fue un músico estadounidense, conocido por haber sido el vocalista principal, líder, letrista y compositor principal de la banda de glam metal Warrant.

## Biografía

### Primeros años
Jani Lane nació como John Kennedy Oswald, el 1 de febrero de 1964 en Akron, Ohio, el menor de cinco hijos de Robert y Eileen Oswald y hermano menor de Marcy, Eric, Michelle y Victoria. Su hermano Eric era guitarrista y por él aprendió a tocar la batería a la edad de cuatro años. Se introdujo a las bandas por su hermana Vicky y sus padres Bob y Eileen. Jani Lane tocaba la batería con el nombre de "Mitch Dynomite", en los clubes, a los 11 años de edad.
En 1982 Jani se gradúa en la Universidad Field High School en Brimfield. Su primera banda se llamó Cyren, con el vocalista Skip Hammonds, el guitarrista John Weakland, el bajista Don Hoover (y más adelante, Rusty Fohner), con Lane en la batería. Después de hacer un nombre por sí mismo y su banda en Ohio, Jani se mudó a Florida en 1983, y formó Plain Jane (1985) con su futuro compañero de banda en Warrant, Steven (Chamberlin) Sweet. Fue en ese tiempo en el que adoptó el nombre artístico de "Jani Lane" y decidió ser cantante.
Jani Lane y Steven Sweet se mudaron a Los Ángeles, California, donde tuvieron varios trabajos para sobrevivir. Luchando para ganarse la vida como músico, Lane recurrió a trabajar en un almacén de videos de porno.
En 1986, el guitarrista Erik Turner, que había fundado Warrant en julio de 1984, quedó impresionado por las melodías de Plain Jane y el desempeño vocal de Lane, debido a esto, decide invitar a Lane y Sweet para unirse a su banda.

### Warrant
Después de generar notoriedad en el circuito de clubes, Warrant comenzó a atraer la atención de las discográficas. A raíz de un acuerdo fallido con los registros de A&M en una contribución a la banda sonora de la película de Bill & Ted's Excellent Adventure, la banda firmó con Columbia Records. El acuerdo de Columbia llegó a través de la asociación de Warrant y el director Tom Hullet (conocido por trabajar con The Beach Boys, Elvis Presley, y otros). Tom se convirtió en el mentor de Jani y amigo hasta su muerte por cáncer en 1993.
Como vocalista principal, con Warrant, Lane escribió tres Top 40 singles de éxito: "Heaven", "Down Boys" y "Sometimes She Cries" para el primer álbum de Warrant Dirty Rotten Filthy Stinking Rich, que alcanzó el puesto número 10 en el Billboard 200, y otros tres Top 40 singles de éxito: "Cherry Pie", "I Saw Red" y "Uncle Tom's Cabin", para el segundo álbum de la banda, Cherry Pie, en 1990, que alcanzó el puesto número 7 en el Billboard 200. Jani Lane también coescribió con Warrant la canción "The Power" y un cover de Queen "We Will Rock You" en la película de 1992 "El Gladiador".
En 1993 Jani Lane también había grabado un proyecto solista inédito titulado "Jabberwocky".
Poco tiempo después la banda publicó su tercer álbum, Dog Eat Dog, que alcanzó el número 25 en el Billboard 200. A pesar de la aparición del Grunge y el Metal alternativo, y por consiguiente el declive del glam metal, la banda decide lanzar su cuarto álbum en 1995: Ultraphobic.
Debido a los desacuerdos personales y de negocios, Jani Lane fue expulsado de Warrant en 2004. En 2006 lanzaron Born Again (primer álbum de Warrant en el que Jani no es el cantante), donde su lugar fue ocupado por Jamie St. James, voz líder de Black N' Blue. En 2008 la agencia William Morris publicó una nueva fotografía de la banda con Jani Lane, lo que confirmaría su regreso a la banda. Era la primera vez que todos los miembros originales habían estado reunidos en la banda desde 1992.
El primer show de la banda con todos los miembros originales fue en mayo de 2008 en Nashville, entonces se realizó una serie de conciertos durante el verano de 2008, En ese momento Jani Lane junto con sus compañeros de la formación original de Warrant decidieron alistar un nuevo álbum para 2009, pero debido a muchos desacuerdos en las composiciones de ´dicho disco y ciertas oposiciones del liderazgo de la banda, en septiembre de 2008 Jani vuelve a dejar la agrupación, mientras que todo este nuevo proyecto se canceló debido a su salida y este decidió trabajar por sí mismo. Su vacante vocal fue reemplazada por Robert Mason, vocalista de Lynch Mob.

### Back Down to Oney Saints of The Underground
Jani Lane prestó su voz a numerosos álbumes tributo durante los primeros años de 2000 y lanzó el disco solista Back Down to One en 2003 en Europa y 2006 en los EE. UU.
Jani Lane se involucró en la actuación en la década de 1990. Hizo una breve aparición en la película Caged Fear, y también apareció en High Strung en 1991.
Entre 1997 y 2000, el material en solitario de Jani comenzó a aparecer en Internet, con algunas ofertas en eBay llegando a un estimado de $ US100.00 por copia. El proyecto, titulado Jabberwocky, representa un cambio significativo musical de los trabajos previos de Lane. El CD no ha sido oficialmente lanzado.
Keri Kelli y Jani Lane escribieron una canción de Alice Cooper, titulada "The One That Got Away.", para el álbum "Along Came A Spider".
Participó en un proyecto paralelo titulado Saints of The Underground, que constaba de los músicos Bobby Blotzer y Robbie Crane (ambos de Ratt) y Keri Kelli (también de Ratt, Big Bang Babies, Skid Row, Slash's Snakepit, L.A. Guns, entre muchas más). Su álbum debut se tituló "Love the Sin, Hate the Sinner", y fue lanzado el 22 de abril de 2008.
En el verano de 2010, Jani se fue de gira con Great White, en reemplazo del cantante Jack Russell, quien se recuperaba de una cirugía después de sufrir complicaciones internas.
Jani Lane fue presentado en Club de VH1 Celebrity Fit 2 (2005), un reality en el que los miembros competían por bajar más rápido de peso. Jani Lane logró perder muchos kilos en ese entonces.

## Muerte
Jani Lane fue encontrado muerto en el hotel Comfort Inn en Woodland Hills, California el 11 de agosto del 2011 a la edad de 47 años, preliminarmente por causas desconocidas.
La policía realizó una autopsia para determinar la causa exacta de muerte de Lane, la cual tardó dos meses, con pruebas toxicológicas. No obstante, medios como el sensacionalista TMZ.com (especializado en noticias de la farándula) sospecharon que su muerte pudo estar relacionada con una sobredosis. El sitio web de espectáculos informó acerca de la presencia de una botella de vodka medio vacía y de píldoras antidepresivas en la habitación de hotel del cantante.
El cantante dejó dos hijas, Taylar, hija primogénita con la modelo Bobbie Brown (exnovia de Jack Russell, cantante de Great White). Ambos contrajeron matrimonio en 1991 y se divorciaron en diciembre de 1993. Madison, su segunda hija, es nacida de su segundo matrimonio con Rowanne Brewer.
El 12 de agosto de 2011 el resto de la formación original de su exbanda Warrant: Joey Allen, Jerry Dixon, Erik Turner, Steven Sweet, junto con su nuevo cantante Robert Mason, le rindieron un homenaje en un concierto en Dakota, dando un minuto de silencio antes de tocar "Heaven", tema escrito por el mismo Jani Lane.
El 5 de octubre de 2011, después de la finalización de una investigación oficial, el teniente Larry Dietz de la oficina de médicos forenses del Condado de Los Ángeles, anunció que la causa de su muerte se dio por envenenamiento de alcohol etanol, un tipo de intoxicación aguda por excesivo consumo de alcohol.

## Vida personal
Jani Lane se mostró siempre reservado a lo largo de su vida profesional. Se casó en tres ocasiones y tuvo dos hijas. La muerte de su mánager Tom Hullet (en 1993) y sus padres (Robert en 1995 y su madre Eileen en 2004) le afectaron en gran medida.
Su primer matrimonio fue con la modelo Bobbie Brown. Lane conoció a Brown durante el rodaje del videoclip "Cherry Pie" de Warrant en 1990, año en el que empezaron a salir. En julio de 1991, la pareja se casó y en enero de 1992, dieron la bienvenida a su primogénita, Taylar Jayne Lane. A finales de 1993, cuando los problemas con Warrant estaban en su cenit, Jani y Bobbie se divorciaron. Tras un breve hiato, Jani Lane volvería a Warrant en 1995. Un año después, Lane se casó por segunda vez con Rowanne Brewer y en 1997 nació la segunda hija del cantante, Michelle Madison Lane. El matrimonio duró unos años, aunque la pareja se divorció. Jani se casó con Kimberly Nash, y tuviero una hija Susan Lane el 13 de marzo de 2010 y se separó de ella poco antes de su muerte.
Por otra parte, Lane conoció a su mentor y mánager, Tom Hulett (que también trabajó con los Beach Boys, Led Zeppelin, Elvis Presley, Jimi Hendrix, The Moody Blues entre otros) en 1988. Tom fue el responsable de primer contrato discográfico de Lane y fue casi un padre en la temprana carrera de Jani. Tom murió de cáncer en 1993, lo que afectó profundamente a Lane a lo largo de la década de los 90.
La muerte de sus padres y de su mentor marcó los últimos años de vida del cantante, tanto que se afirma que fue el detonante para refugiarse en el alcohol. Lane declaró públicamente: "¡Echo tanto de menos a los tres! Todos eran amigos de confianza, fuentes de amor y apoyo incondicional y me han ayudado a mantener mi brújula moral en la dirección correcta!".

## Discografía

### Warrant
- 1988 - Dirty Rotten Filthy Stinking Rich.
- 1990 - Cherry Pie.
- 1992 - Dog Eat Dog.
- 1995 - Ultraphobic.
- 1996 - Belly to Belly Vol 1.
- 1997 - Warrant Live '88 - '97.
- 1999 - Greatest & Latest.
- 2001 - Under The Influence.

### Como solista
- 2002 Back Down to One

### Con Liberty and Justice
- 2011 Sin (Single)

### Con Saints of the Underground
- 2008 Love the Sin, Hate the Sinner

Otros proyectos;
- 1998 Forever Mod: Portrait of a Storyteller - Tribute to Rod Stewart: "I Was Only Joking
- 1999 Not The Same Old Song And Dance - A Tribute to Aerosmith: "No Surprise"
- 2000 Little Guitars - A tribute to Van Halen: "Panama"
- 2000 Leppardmania - A tribute to Def Leppard: "Photograph"
- 2001 Cheap Dream - A Tribute to Cheap Trick: "I Want You To Want Me"
- 2001 Bulletproof Fever: A Tribute to Ted Nugent: "Free for All"
- 2005 Subdivisions: A Tribute to Rush: "2112 Overture/Temples of Syrinx", "Bastille Day"
- 2005 Hell Bent Forever - A tribute to Judas Priest: "Electric Eye"
- 2006 All Star Tribute To Bon Jovi: "Lay Your Hands On Me"
- 2006 Lights Out: The Ultimate Tribute to UFO : "Doctor Doctor"
- 2008 Led Box - The Ultimate Led Zeppelin Tribute: "The Ocean"
- 2007 Monster Ballads Xmas : "Have Yourself a Merry Little Christmas"
- 2010 Siam Shade Tribute: "1/3 no Junjou na Kanjou"
- 2011 Sin-Atra: A Metal Tribute To Frank Sinatra: "That's Life"